# Закон стоимости
Закон стоимости товаров (нем. Wertgesetz der Waren), известный просто как закон стоимости — марксистская концепция, утверждающая на базе трудовой теории стоимости, что меновая стоимость товаров (обычно проявляется как денежная цена) пропорциональна общественно необходимым затратам человеческого труда на производство этих товаров. Марксисты считают закон стоимости объективным экономическим законом.
Первым похожую идею подробно обосновал Адам Смит. В книге «Исследование о природе и причинах богатства народов» он делает вывод, что основой пропорций обмена товаров является количество труда, стоящего за тем или иным товаром.

В самом деле, эти деньги или товары сберегают нам этот труд. Они содержат стоимость известного количества труда, которое мы обмениваем на то, что, по нашему предположению, содержит в данное время стоимость такого же количества труда.— Адам Смит. Исследование о природе и причинах богатства народов. Книга 1, глава V
 Но Смит не называл это экономическим законом, он считал это базой ценообразования, которую дополняла рента. И рассуждал он не столько о количестве труда, сколько о стоимости труда, затраченного на изготовление товара.
Закон стоимости стал центральной концепцией политической экономии Карла Маркса, впервые изложенной в его книге «Нищета философии» (1847 год), ответе на «Философию нищеты» Пьер-Жозефа Прудона, в которой он опирался на экономическую теорию Давида Рикардо. Позднее Маркс во многом дополнил и уточнил трудовую теорию стоимости. В третьем томе Капитала он пишет о законе стоимости в контексте затрат рабочего времени:

Каким бы образом ни устанавливались и ни регулировались первоначально цены различных товаров по отношению друг к другу, движение их подчиняется закону стоимости. Когда уменьшается рабочее время, необходимое для производства товара, падают и цены; когда оно увеличивается, повышаются при прочих равных условиях и цены— Карл Маркс. «Капитал». Том III, глава 10
Проблеме действия закона стоимости в условиях социализма посвящён раздел в книге И. В. Сталина «Экономические проблемы социализма в СССР». Сталин признавал, что закон стоимости носит объективный характер, его нельзя отменить или реформировать, но считал, что его действие можно и нужно ограничивать. Так, закон стоимости всегда действует в сфере обмена (в торговой сфере). Но в производственной сфере в условиях плановой экономики его действие ограничено.

Сфера действия закона стоимости распространяется у нас прежде всего на товарное обращение, на обмен товаров через куплю-продажу, на обмен главным образом товаров личного потребления. Здесь, в этой области, закон стоимости сохраняет за собой, конечно, в известных пределах роль регулятора. Но действия закона стоимости не ограничиваются сферой товарного обращения. Они распространяются также на производство. Правда, закон стоимости не имеет регулирующего значения в нашем социалистическом производстве, но он все же воздействует на производство и этого нельзя не учитывать при руководстве производством.— И. В. Сталин. Экономические проблемы социализма в СССР